# Carretera del Sur de La Palma
La Carretera General del Sur es una vía de comunicación de La Palma (Canarias, España). A través de ella se comunican la capital de la isla, puerto, aeropuerto y la ciudad de Los Llanos de Aridane con la Comarca de Las Breñas y los municipios de Mazo y Fuencaliente, siendo la única vía existente para llegar hasta este último..Sus 3 primeros kilómetros han sido transformados en autovía, hasta su enlace con la Carretera de la Cumbre   LP-3  y la del aeropuerto   LP-5 . Su código actual es   LP-2 , aunque anteriormente formaba parte de un tramo de la carretera comarcal  C-832 , y tras el traspaso de las competencias al Cabildo de La Palma fue nombrada en un primer momento  LP-1 SUR 

## Incidentes en la carretera del Sur de La Palma
- Erupción del Volcán de San Juan de 1949
- Erupción del Volcán Tajogaite de 2021